# Norman Bröckl
Norman Bröckl (n. 22 august 1986, Berlin, RDG) este un canoist german, medaliat olimpic. A participat la 2 ediții ale Jocurilor Olimpice (2008, 2012) în care a câștigat o medalie de bronz.